# Dietrich von Bausznern

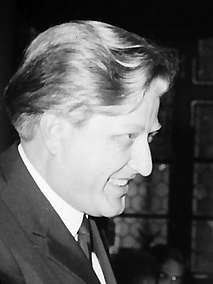
Dietrich von Bausznern (1966)

Dietrich von Bausznern (* 19. März 1928 in Rastenburg (Ostpreußen); † 20. Januar 1980 in Kirchzarten) war ein deutscher Komponist, Kantor, Organist und Musiklehrer.

## Leben
Dietrich von Bausznern war ein Enkel des Komponisten Waldemar von Baußnern. Er studierte an der Musikhochschule in Freiburg im Breisgau beim Komponisten Harald Genzmer und wurde schon während des Studiums ständiger Mitarbeiter an der Schulfunkabteilung des Südwestfunks.
In Freiburg war er Kantor der Ludwigskirche und Dozent an der dortigen Pädagogischen Hochschule. Von 1952 bis 1980 lebte er in Kirchzarten, wo er die „Kirchzartener Konzerte“ gründete und veranstaltete. In ihrer programmatischen Vielfalt waren die Konzerte unkonventionell und prägend. Später wurde er Dozent am Richard-Strauss-Konservatorium in München und ging 1979 als Professor für Musiktheorie und Tonsatz an die Frankfurter Musikhochschule.
Bausznern war der erste Klavierlehrer der nachmaligen Dirigentin und Pianistin Hortense von Gelmini.

## Werke
Bausznern schuf über 300 Kompositionen der unterschiedlichsten Gattungen, doch hauptsächlich Kirchenmusik: geistliche Konzerte, Kantaten, Motetten, Chormusik, Kammermusik sowie eine Jugend- und eine Funkoper.
In seinem Wohnort Kirchzarten war er außerdem Kantor und Organist, Leiter des „Jugendbildungswerks Musik“ und Organisator der „Kirchzartener Konzerte“.
Bausznern regte die 1981 erfolgte Gründung des „Baußnern-Vereins zur Förderung des musikalischen Schaffens Waldemar von Baußnerns“ an, aus der die „Baußnern Gesellschaft“ in Darmstadt hervorgegangen ist.

## Ehrungen
Für seine Verdienste, namentlich als Erneuerer der evangelischen Kirchenmusik, als Komponist und Organisator, erhielt er mehrere hohe Auszeichnungen, so 1966 den Reinhold-Schneider-Preis der Stadt Freiburg (Förderpreis) und den Johann-Wenzel-Stamitz-Preis 1973. Außerdem war er Mitglied des Aufsichtsrats der GEMA.